# Casertana Football Club 2020-2021
Questa voce raccoglie le informazioni riguardanti la Casertana Football Club nelle competizioni ufficiali della stagione 2020-2021.

## Stagione
Nella stagione 2020-2021 la Casertana disputa il girone C del campionato di Serie C, raccoglie 45 punti con il decimo posto finale, ultimo utile per accedere ai Play-off. Nei quali pareggia nel primo turno (1-1) a Castellammare di Stabia, ma lascia il passaggio del turno alla Juve Stabia che si è meglio piazzata in campionato con il sesto posto ottenuto. Allenata da Federico Guidi la squadra rossoblù ha raccolto 24 punti nel girone di andata e 21 nel girone di ritorno. Per questa stagione non si è disputata la Coppa Italia di Serie C.

## Divise e sponsor
Per la stagione 2020-21 lo sponsor tecnico è Givova.
| Casa | Trasferta | Terza divisa |

## Rosa
| N. |                       | Ruolo | Calciatore              |
| -- | --------------------- | ----- | ----------------------- |
| 1  | Serbia (bandiera)     | P     | Vladan Dekić            |
| 2  | Italia (bandiera)     | D     | Nicola Longobardo       |
| 3  | Italia (bandiera)     | A     | Francesco Pio Petito    |
| 4  | Italia (bandiera)     | C     | Salvatore Santoro       |
| 5  | Uruguay (bandiera)    | D     | Fabrizio Buschiazzo     |
| 6  | Italia (bandiera)     | C     | Alessandro Petruccelli  |
| 7  | Italia (bandiera)     | A     | Lorenzo Cavallini       |
| 7  | Italia (bandiera)     | A     | Leonardo Saracino       |
| 8  | Italia (bandiera)     | C     | Nicolas Izzillo         |
| 9  | Italia (bandiera)     | A     | Pasquale De Sarlo       |
| 10 | Italia (bandiera)     | A     | Luigi Castaldo          |
| 11 | Italia (bandiera)     | A     | Francesco Fedato        |
| 11 | Italia (bandiera)     | A     | Simone Rosso            |
| 12 | Croazia (bandiera)    | P     | Marko Živković          |
| 13 | Italia (bandiera)     | D     | Luigi Carillo           |
| 14 | Italia (bandiera)     | D     | Vincenzo Ciriello       |
| 15 | Italia (bandiera)     | D     | Davide De Vivo          |
| 16 | Italia (bandiera)     | C     | Mattia Matese           |
| 17 | Montenegro (bandiera) | D     | Cristian Hadžiosmanović |

| N. |                                 | Ruolo | Calciatore           |
| -- | ------------------------------- | ----- | -------------------- |
| 18 | Italia (bandiera)               | D     | Carmine Setola       |
| 19 | Italia (bandiera)               | D     | Lorenzo Valeau       |
| 20 | Italia (bandiera)               | C     | Gioele Origlia       |
| 19 | Portogallo (bandiera)           | A     | Ricardo Matos        |
| 20 | Italia (bandiera)               | A     | Gianluca Turchetta   |
| 21 | Bosnia ed Erzegovina (bandiera) | C     | Mak Varešanović      |
| 22 | Italia (bandiera)               | P     | Michele Avella       |
| 23 | Italia (bandiera)               | C     | Alessandro Bordin    |
| 24 | Italia (bandiera)               | C     | Simone Icardi        |
| 25 | Italia (bandiera)               | A     | Luigi Cuppone        |
| 26 | Italia (bandiera)               | A     | Luca Matarese        |
| 27 | Costa d'Avorio (bandiera)       | D     | Dramane Konaté       |
| 28 | Italia (bandiera)               | C     | Giuseppe De Lucia    |
| 29 | Italia (bandiera)               | A     | Mario Pacilli        |
| 30 | Italia (bandiera)               | D     | Vincenzo Polito      |
| 31 | Italia (bandiera)               | D     | Cristiano Del Grosso |
| 32 | Italia (bandiera)               | D     | Francesco Rillo      |
| 33 | Italia (bandiera)               | A     | Sebastiano Longo     |
| 34 | Italia (bandiera)               | P     | Giovanni Bonagura    |

## Calciomercato

### Sessione estiva(dal 01/09 al 05/10)
| Acquisti | Acquisti                | Acquisti       | Acquisti      |
| R.       | Nome                    | da             | Modalità      |
| -------- | ----------------------- | -------------- | ------------- |
| P        | Michele Avella          | Messina        | prestito      |
| P        | Vladan Dekić            | Pisa           | prestito      |
| P        | Giuseppe Zaccaro        | San Tommaso    | fine prestito |
| D        | Fabrizio Buschiazzo     | Siena          | svincolato    |
| D        | Luigi Carillo           | Genoa          | prestito      |
| D        | Dramane Konaté          | Gubbio         | svincolato    |
| D        | Leonardo Longo          |                | svincolato    |
| D        | Carmine Setola          | Siena          | svincolato    |
| D        | Lorenzo Valeau          | Roma           | prestito      |
| C        | Alessandro Bordin       | Spezia         | prestito      |
| C        | Cristian Hadžiosmanović | Sampdoria      | prestito      |
| C        | Simone Icardi           | Virtus Entella | definitivo    |
| C        | Nicolas Izzillo         | Pisa           | prestito      |
| C        | Gabriel Pio Moccia      | Vastogirardi   | fine prestito |
| C        | Alessandro Petruccelli  | Fidelis Andria | svincolato    |
| A        | Luigi Cuppone           | Pisa           | definitivo    |
| A        | Pasquale De Sarlo       | Rieti          | svincolato    |
| A        | Francesco Fedato        | Gozzano        | svincolato    |
| A        | Luca Matarese           | Frosinone      | svincolato    |
| A        | Giuseppe Zaccaro        | San Tommaso    | fine prestito |

| Cessioni | Cessioni           | Cessioni              | Cessioni      |
| R.       | Nome               | a                     | Modalità      |
| -------- | ------------------ | --------------------- | ------------- |
| P        | Antonio Amoroso    | Isernia               | prestito      |
| P        | Michele Cerofolini | Fiorentina            | fine prestito |
| P        | Diamante Crispino  | Virtus Francavilla    | definitivo    |
| P        | Giorgio Galluzzo   |                       | svincolato    |
| P        | Giuseppe Zaccaro   |                       | svincolato    |
| D        | Marco Caldore      | Taranto               | svincolato    |
| D        | Carlo Clemente     | Brindisi              | svincolato    |
| D        | Malick Lame        | Turris                | definitivo    |
| D        | Leonardo Longo     | Cesena                | svincolato    |
| D        | Daniele Paparusso  | Fidelis Andria        | svincolato    |
| D        | Andrea Petta       | Bitonto               | svincolato    |
| D        | Pasquale Rainone   | Turris                | svincolato    |
| D        | Petar Zivkov       |                       | svincolato    |
| C        | Angelo D'Angelo    | Sambenedettese        | svincolato    |
| C        | Mohamed Laaribi    | AZ Picerno            | svincolato    |
| C        | Gabriel Pio Moccia |                       | svincolato    |
| C        | Simone Tascone     | Pescara               | fine prestito |
| C        | Antonio Zito       | AZ Picerno            | svincolato    |
| A        | Emanuele Adamo     | Avellino              | definitivo    |
| A        | Gastón Corado      | Castrovillari         | svincolato    |
| A        | Marco Gambino      | Aurora Alto Casertano | prestito      |
| A        | Ernesto Starita    | Monopoli              | definitivo    |

### Operazioni tra le due sessioni
| Acquisti | Acquisti        | Acquisti | Acquisti   |
| R.       | Nome            | da       | Modalità   |
| -------- | --------------- | -------- | ---------- |
| D        | Vincenzo Polito |          | svincolato |
| A        | Mario Pacilli   |          | svincolato |

| Cessioni | Cessioni | Cessioni | Cessioni |
| R.       | Nome     | a        | Modalità |
| -------- | -------- | -------- | -------- |

### Sessione invernale(dal 04/01 al 01/02)
| Acquisti | Acquisti             | Acquisti   | Acquisti   |
| R.       | Nome                 | da         | Modalità   |
| -------- | -------------------- | ---------- | ---------- |
| D        | Cristiano Del Grosso | Giulianova | definitivo |
| D        | Francesco Rillo      | Benevento  | prestito   |
| A        | Sebastiano Longo     | Parma      | definitivo |
| A        | Ricardo Matos        | Ascoli     | prestito   |
| A        | Simone Rosso         | Mantova    | prestito   |
| A        | Gianluca Turchetta   | Südtirol   | prestito   |

| Cessioni | Cessioni               | Cessioni   | Cessioni      |
| R.       | Nome                   | a          | Modalità      |
| -------- | ---------------------- | ---------- | ------------- |
| D        | Gioele Origlia         | AZ Picerno | svincolato    |
| D        | Carmine Setola         |            | svincolato    |
| D        | Lorenzo Valeau         | Roma       | fine prestito |
| C        | Alessandro Petruccelli |            | svincolato    |
| A        | Lorenzo Cavallini      |            | svincolato    |
| A        | Francesco Fedato       | Gubbio     | definitivo    |

## Risultati

### Serie C

#### Girone di andata
| 27 settembre 2020 1ª giornata |  | – Turno di riposo Casertana |  |  |

| Arbitro: | Ricci (Firenze) |

|  |           |                             |
|  | Marcatori | 10’ (rig.) Rocca 55’ Vitale |

| Arbitro: | Galipò (Firenze) |

|                             |           |                         |
| Salvemini 28’ Viteritti 42’ | Marcatori | 31’ Carillo 65’ Cuppone |

| Arbitro: | D'Ascanio (Ancona) |

|                                            |           |                                     |
| Fedato 30’ (rig.) Matarese 38’ Cuppone 90’ | Marcatori | 48’ Falletti 50’ Peralta 83’ Furlan |

| Arbitro: | Caldera (Como) |

|                    |           |  |
| Iotti 3’ Ilari 21’ | Marcatori |  |

| Avellino 21 ottobre 2020, ore 17:30 CEST 6ª giornata | Casertana      | 0 – 0 referto | Catanzaro | Stadio Partenio-Adriano Lombardi (0 spett.)\| Arbitro: \| Carella (Bari) \| |
| Arbitro:                                             | Carella (Bari) |               |           |                                                                             |

| Arbitro: | Cudini (Fermo) |

|                            |           |            |
| Maniero 29’, 59’ Adamo 86’ | Marcatori | 14’ Icardi |

| Arbitro: | Panettella (Gallarate) |

|                          |           |                                                       |
| Castaldo 22’ Izzillo 60’ | Marcatori | 9’ Giannone 43’ Romano 67’ (rig.) Franco 70’ Pandolfi |

| Arbitro: | Perenzoni (Rovereto) |

|               |           |                                    |
| Sparandeo 76’ | Marcatori | 21’ Carillo 52’ Cuppone 69’ Icardi |

| Arbitro: | Zucchetti (Foligno) |

|  |           |                         |
|  | Marcatori | 45’ Berardi 87’ Plescia |

| Arbitro: | Scarpa (Collegno) |

|  |           |             |
|  | Marcatori | 46’ Cuppone |

| Arbitro: | Di Graci (Como) |

|  |           |                            |
|  | Marcatori | 45’ Antenucci 88’ Montalto |

| Arbitro: | Arace (Lugo di Romagna) |

|  |           |             |
|  | Marcatori | 85’ Carillo |

| Arbitro: | Tremolada (Monza) |

|                         |           |                 |
| Cuppone 10’ Izzillo 37’ | Marcatori | 45+2’ Zambataro |

| Arbitro: | Cosso (Reggio Calabria) |

|                     |           |  |
| Rauti 19’ Lucca 71’ | Marcatori |  |

| Arbitro: | Bitonti (Bologna) |

|  |           |                                        |
|  | Marcatori | 19’ Salandria 50’ (rig.), 63’ A. Rossi |

| Arbitro: | Kumara (Verona) |

|  |           |                                 |
|  | Marcatori | 45’ Turchetta 90+2’ L. Castaldo |

| Arbitro: | Perenzoni (Rovereto) |

|                                       |           |                        |
| Turchetta 17’ Carillo 47’ Cuppone 64’ | Marcatori | 21’ Piccolo 74’ Manneh |

| Arbitro: | Nicolini (Brescia) |

|                   |           |                                     |
| A. Diop 7’ (rig.) | Marcatori | 57’ Castaldo 70’ Cuppone 72’ Icardi |

#### Girone di ritorno
| 24 gennaio 2021 20ª giornata |  | – (turno di riposo) |  |  |

| Arbitro: | Fontani (Siena) |

|              |           |  |
| D'Andrea 15’ | Marcatori |  |

| Arbitro: | Ubaldi (Roma 1) |

|           |           |  |
| Rosso 21’ | Marcatori |  |

| Arbitro: | Pashuku (Albano Laziale) |

|                                                        |           |              |
| Furlan 27’ Partipilo 31’, 48’ Raičević 58’ Peralta 83’ | Marcatori | 45+1’ Konate |

| Arbitro: | Saia (Palermo) |

|                             |           |  |
| Cuppone 49’ Turchetta 90+4’ | Marcatori |  |

| Arbitro: | Delrio (Reggio Emilia) |

|  |           |                                              |
|  | Marcatori | 58’ (aut.) Scognamillo 71’ Carillo 88’ Matos |

| Arbitro: | Marcenaro (Genova) |

|  |           |                               |
|  | Marcatori | 26’ Silvestri 34’ Bernardotto |

| Arbitro: | De Tommaso (Rimini) |

|                                   |           |             |
| Lorenzini 19’ Giannone 77’ (rig.) | Marcatori | 17’ Pacilli |

| Arbitro: | Giaccaglia (Jesi) |

|                                           |           |  |
| Cuppone 9’, 30’, 43’ Turchetta 40’ (rig.) | Marcatori |  |

| Arbitro: | Pirrotta (Barcellona Pozzo di Gotto) |

|            |           |             |
| Parigi 54’ | Marcatori | 53’ Santoro |

| Arbitro: | Scatena (Avezzano) |

|  |           |           |
|  | Marcatori | 24’ Rocco |

| Arbitro: | Bordin (Bassano del Grappa) |

|            |           |               |
| D'Ursi 25’ | Marcatori | 45+1’ Carillo |

| Arbitro: | Scarpa (Collegno) |

|                              |           |             |
| Pacilli 54’ (rig.) Longo 89’ | Marcatori | 27’ Gerardi |

| Arbitro: | Centi (Viterbo) |

|  |           |             |
|  | Marcatori | 33’ Cuppone |

| Arbitro: | Maranesi (Ciampino) |

|                              |           |                      |
| Cuppone 44’ Buschiazzo 90+1’ | Marcatori | 2’, 13’, 45+1’ Lucca |

| Arbitro: | Fiero (Pistoia) |

|                                                       |           |                      |
| Mbende 3’, 45+1’ Simonelli 64’ Tounkara 68’ Tassi 90’ | Marcatori | 9’ Pacilli 55’ Matos |

| Arbitro: | Maggio (Lodi) |

|                          |           |                                          |
| Cuppone 50’ Castaldo 67’ | Marcatori | 7’ Berardocco 19’ Vallocchia 52’ Marotta |

| Arbitro: | Marini (Trieste) |

|                                           |           |  |
| Avella 10’ (aut.) Reginaldo 35’ Giosa 76’ | Marcatori |  |

| Arbitro: | Moriconi (Roma 2) |

|             |           |              |
| Pacilli 11’ | Marcatori | 39’ Guadagni |

#### Play-off
| Arbitro: | Tremolada (Monza) |

|                    |           |              |
| Marotta 87’ (rig.) | Marcatori | 77’ Castaldo |

## Statistiche

### Statistiche di squadra
| Competizione | Punti | In casa | In casa | In casa | In casa | In casa | In casa | In trasferta | In trasferta | In trasferta | In trasferta | In trasferta | In trasferta | Totale | Totale | Totale | Totale | Totale | Totale | D.R. |
| Competizione | Punti | G       | V       | N       | P       | Gf      | Gs      | G            | V            | N            | P            | Gf           | Gs           | G      | V      | N      | P      | Gf     | Gs     | D.R. |
| ------------ | ----- | ------- | ------- | ------- | ------- | ------- | ------- | ------------ | ------------ | ------------ | ------------ | ------------ | ------------ | ------ | ------ | ------ | ------ | ------ | ------ | ---- |
| Serie C      | 45    | 18      | 6       | 3       | 9       | 24      | 30      | 18           | 7            | 3            | 8            | 23           | 29           | 36     | 13     | 6      | 17     | 47     | 59     | -12  |

### Andamento in campionato
| Giornata  | 1  | 2  | 3  | 4  | 5  | 6  | 7  | 8  | 9  | 10 | 11 | 12 | 13 | 14 | 15 | 16 | 17 | 18 | 19 | 20 | 21 | 22 | 23 | 24 | 25 | 26 | 27 | 28 | 29 | 30 | 31 | 32 | 33 | 34 | 35 | 36 | 37 | 38 |
| --------- | -- | -- | -- | -- | -- | -- | -- | -- | -- | -- | -- | -- | -- | -- | -- | -- | -- | -- | -- | -- | -- | -- | -- | -- | -- | -- | -- | -- | -- | -- | -- | -- | -- | -- | -- | -- | -- | -- |
| Luogo     | –  | C  | T  | C  | T  | C  | T  | C  | T  | C  | T  | C  | T  | C  | T  | C  | T  | C  | T  | –  | T  | C  | T  | C  | T  | C  | T  | C  | T  | C  | T  | C  | T  | C  | T  | C  | T  | C  |
| Risultato | –  | P  | N  | N  | P  | N  | P  | P  | V  | P  | V  | P  | V  | V  | P  | P  | V  | V  | V  | –  | P  | V  | P  | V  | V  | P  | P  | V  | N  | P  | N  | V  | V  | P  | P  | P  | P  | N  |
| Posizione | 10 | 18 | 12 | 13 | 15 | 14 | 17 | 18 | 17 | 17 | 13 | 18 | 17 | 15 | 15 | 16 | 10 | 16 | 14 | 13 | 12 | 12 | 12 | 10 | 10 | 10 | 10 | 10 | 9  | 10 | 10 | 9  | 10 | 10 | 10 | 10 | 10 | 10 |

Legenda:

Luogo: C = Casa; T = Trasferta. Risultato: V = Vittoria; N = Pareggio; P = Sconfitta.